# Апанасовка (Ростовская область)
Апанасовка — хутор в Белокалитвинском районе Ростовской области.
Входит в состав Нижнепоповского сельского поселения.

## География

### Улицы
| - пер. Горный, - пер. Луговой, - пер. Мостовой, - пер. Песчаный, | - пер. Победы, - ул. А. Невского, - ул. Береговая, - ул. Виноградная, | - ул. Заречная, - ул. Молодёжная, - ул. Полевая, - ул. Светлая, | - ул. Солнечная, - ул. Центральная, - ул. Школьная, - ул. Шоссейная. |

## Население
| 1989 | 2002 | 2010 |
| ---- | ---- | ---- |
| 802  | ↘801 | ↘784 |

## Экономика
Основным предприятием является ОАО «Апанасовское». В карьерах завода добывается известняковый щебень . Жирновское месторождение известняков на котором ведет свою добычу предприятие, одно из трех разработанных известняковых месторождений Ростовской области. Сегодня промышленность поселения представлена производством Бутового камня, щебня, минерального порошка и строительных смесей. Объём отгруженных по РЖД товаров собственного производства составляет 1,5 млн тонн в год.